# Ciao bella (singolo)
Ciao bella è un singolo del gruppo musicale italiano Rumatera, unico estratto dell'omonimo EP.

## La canzone
Si tratta di un brano incentrato sullo stereotipo dell'italiano diffuso all'estero, in particolare negli Stati Uniti d'America. Il brano vede la compartecipazione non accreditata di Jen Razavi, chitarrista degli stessi Rumatera nel 2016.
Contestualmente alla sua pubblicazione, è stato reso disponibile nella medesima data il videoclip del singolo, girato a Los Angeles da Andrea Giacomini.

## Tracce
1. Ciao bella – 2:58